# Hippotion noel
Hippotion noel är en fjärilsart som beskrevs av Clark 1923. Hippotion noel ingår i släktet Hippotion och familjen svärmare. Inga underarter finns listade i Catalogue of Life.